# 馬雨男
馬 雨男（マー・ユーナン、Mǎ Yǔnán、本名同じ、1977年 - ）は、中華人民共和国青島市出身の男子プロボクサー。基本階級はスーパーフェザー級、所属は青島市市南拳撃（ボクシング）協会。

## 経歴
1996年より、当時中国山東省青島市に赴任していた日本人の元プロボクサーの指導を受ける。その頃よりプロの試合への出場を希望していたが、当時の中国にはプロ制度がなく、ボクシングの試合といえば全てアマチュアであった。
地元では、1年に2度開催される地元のアマチュアの試合に毎回参加しては、殆どKO勝利で当たり前のように優勝していた。そのため、彼のエントリーする階級には敗退、ケガを恐れ、誰も参加しなくなったため、第一線からは身を引き、アマチュアの審判員として活躍しながらも練習を続けつつ、中国ボクシング界のプロ制度発足を待っていた。
そして2005年中国がWBAに正式加盟。当時すでに28歳であったが、上海で行われた審査会（プロテストのようなもの）でスカウトの目に止まり、同年12月24日に上海にてデビューする。この日が中国のWBA正式加盟後初の試合となった。
また、2006年10月には中国深圳にて日本人選手との試合も行っている。この試合では第1Rに右手首を骨折したにもかかわらず、6ラウンドを戦い抜き、勝利している。
2007年7月に3階級重いスーパーライト級で、2008年3月には契約60kgで試合を行ったが、共にKO勝利している。
2008年9月13日Kokaew Somhyos（タイ国）を大差の判定で破り、UBUライトウェルター級タイトル獲得。